# Most autostradowy nad Odrą i Jeziorem Antoszowickim
Most autostradowy nad Odrą i Jeziorem Antoszowickim – drogowy most wantowy nad rzeką Odrą oraz Jeziorem Antoszowickim, na granicy administracyjnej miast Bogumin i Ostrawa, w Czechach. Obiekt został wybudowany w latach 2005–2007 i oddany do użytku 1 grudnia 2007 roku, wraz z całym odcinkiem autostrady od Gruszowa do Bogumina. Długość całkowita mostu wynosi 605,6 m. Przez most biegnie autostrada D1, mająca w tym miejscu po dwa pasy ruchu w każdą stronę. Charakterystycznym, wyróżniającym się w okolicy elementem mostu jest wysoki na 46,81 m pylon. Obiekt został wyróżniony w Czechach kilkoma znaczącymi nagrodami branżowymi.
Most położony jest na odcinku autostrady D1 z Gruszowa (dzielnica Ostrawy) do Bogumina, którego budowa rozpoczęła się 1 października 2004 roku. Właściwa budowa mostu rozpoczęła się wiosną 2005 roku. Projekt mostu przygotowało przedsiębiorstwo Stráský, Hustý a partneři s.r.o. (SHP), a głównym projektantem przeprawy był inż. Libor Konečný. Budowę przeprowadziła firma Skanska. Oddanie obiektu do użytku nastąpiło 1 grudnia 2007 roku, wraz z otwarciem odcinka od Gruszowa do Bogumina.
Długość całkowita mostu wynosi 605,6 m. Most posiada łącznie 14 przęseł, z których najdłuższe, podwieszane liczy 105 m długości. Pylon mostu ma wysokość 46,81 m, jego grubość wynosi 3 m, szerokość pod platformą mostu to 4,1 m, a nad platformą 2,4 m. Most przekracza Odrę pod kątem 54°. Autostrada poprowadzona została po dwóch równoległych platformach złączonych w części podwieszanej. Szerokość każdej z platform waha się od 13,6 do 14,6 m.
Most otrzymał w Czechach kilka nagród branżowych: tytuł budowy roku 2008 (Stavba roku), nagrodę ministerstwa transportu (2008), tytuł mostowego dzieła roku 2007 (Mostní dílo roku), 1. miejsce w konkursie na najlepszą budowę kraju morawsko-śląskiego (Stavba Moravskoslezského kraje) oraz tytuł najlepszej inwestycji roku 2007.